# Gene Littler
Gene Alec Littler (San Diego, California, Estados Unidos, 21 de julio de 1930-16 de febrero de 2019) fue un golfista estadounidense que logró 29 victorias y 213 top 10 en el PGA Tour en las décadas de 1950 a 1970, y resultó segundo en la lista de ganancias de 1959 y 1962.
Triunfó en el Abierto de los Estados Unidos de 1961, resultó segundo en el Abierto de los Estados Unidos de 1954, el Masters de Augusta de 1970 y el Campeonato de la PGA de 1977, y logró un total de 10 top 5 y 20 top 10 en torneos mayores.
Littler era apodado Gene the Machine ("la máquina Gene") por su swing excelente, al que Gene Sarazen llegó a comparar con el de Sam Snead. Este golfista recibió el premio Bob Jones de la USGA en 1973 e ingresó en el Salón de la Fama del Golf Mundial en 1990.

## Trayectoria
En 1953, Littler disputó la Copa Walker con la selección estadounidense y ganó los campeonatos amateurs de Estados Unidos y California. En 1954 ganó el Abierto de San Diego del PGA Tour, tras lo cual se convirtió en golfista profesional.
El californiano ganó en 1955 los abiertos de Los Ángeles, Phoenix y Quebec, así como el Torneo de Campeones, y obtuvo 15 top 10. En 1956 triunfó en el Abierto de Texas, Torneo de Campeones y el Palm Beach Round Robin, además de dos segundos puestos y tres terceros.
Littler acumuló en 1959 cinco triunfos en los abiertos de Phoenix, Tucson, Arlington, Hartford y Milwaukee, así como tres segundos puestos y 18 top 10. Por tanto, se colocó segundo en la lista de ganancias del circuito. En 1962 volvió a ubicarse segundo en la lista de ganancias con dos victorias y 15 top 10, y en 1963 logró 12 top 10. Su último triunfo fue en el Abierto de Houston de 1977.
Por otra parte, Little disputó siete ediciones de la Copa Ryder entre 1961 y 1975, donde logró 18 puntos en 25 partidos. Asimismo, ganó el Masters Taiheiyo de 1974 y 1975. En la década de 1980, logró ocho victorias en el Senior PGA Tour y tres victorias absolutas en el Leyendas del Golf, dos en la división Leyendas de 60 años y tres en la división Demaret de 70 años.